# Ivodea choungiensis
Ivodea choungiensis är en vinruteväxtart som beskrevs av Labat, M.Pignal & O.Pascal. Ivodea choungiensis ingår i släktet Ivodea och familjen vinruteväxter. Inga underarter finns listade i Catalogue of Life.